# Johanna II. (Auvergne)

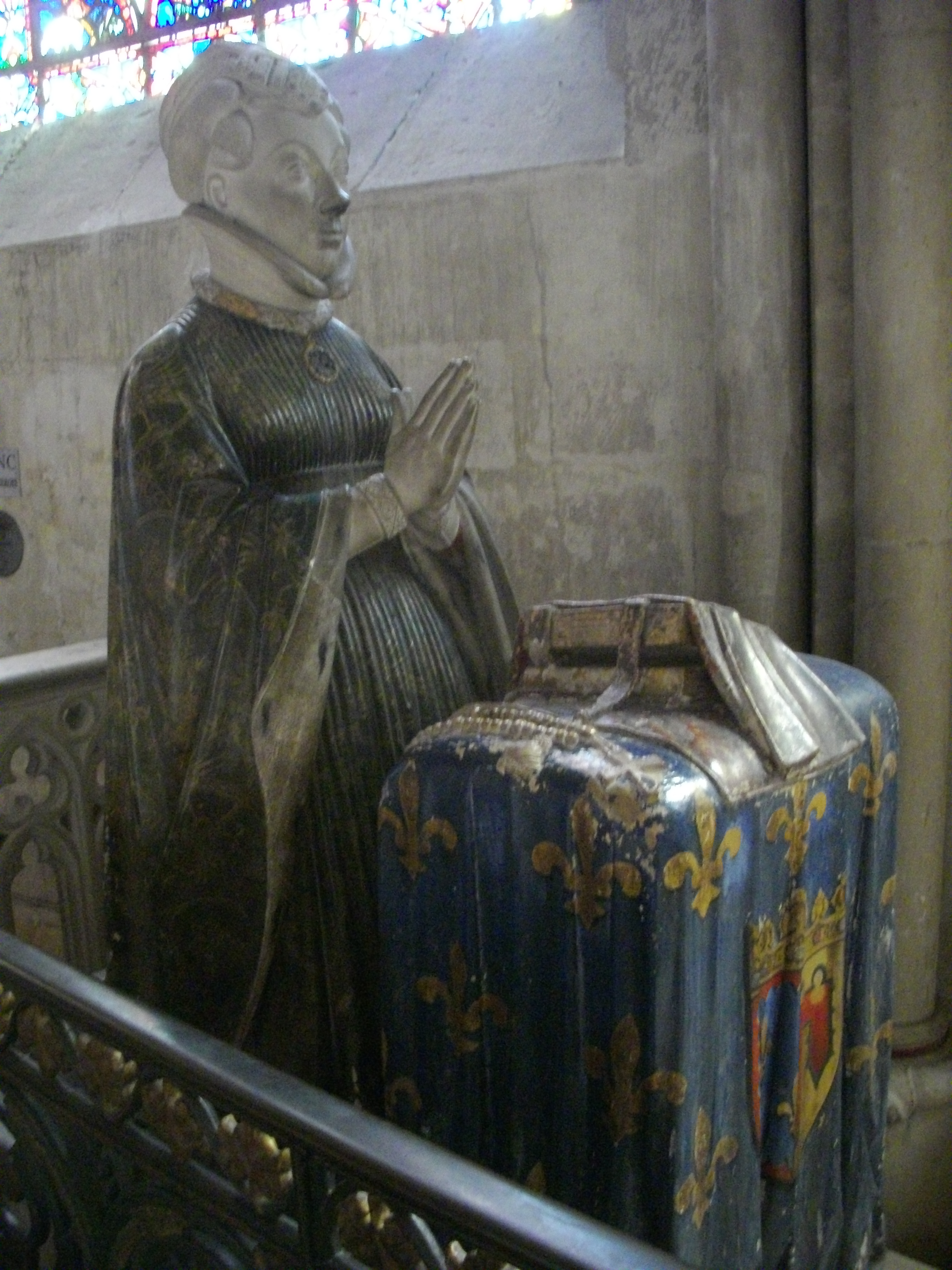
Grabmal der Jeanne von Berry in der Kathedrale von Bourges

Johanna II. (Jeanne), bekannt als Johanna von Auvergne, Johanna von Boulogne und Johanna von Berry (* 1378; † Ende 1422, vielleicht auch 1424) war die Tochter und Erbin von Johann II., Graf von Auvergne und Boulogne, und Eleonore von Comminges, und zweite Ehefrau des Herzogs Johann von Berry (* 1340, † 1416). Sie ist vor allem deswegen bekannt, weil sie auf dem Bal des Ardents das Leben ihres Neffen, des Königs Karl VI. rettete.
Am 5. Juni 1389 wurde sie, elfjährig, in Riom mit Herzog Johann von Berry verheiratet, dem 38 Jahre älteren Sohn des Königs Johann II., nachdem Johann von Berry im Jahr zuvor Witwer geworden war. Die Ehe blieb kinderlos.
Im Alter von 14 Jahren, am 28. Januar 1393, nahm sie am Bal des Ardents teil, bei dem der König durch ein Feuer in Lebensgefahr geriet. Johanna hüllte ihn in ihre Kleidung und schützte ihn so davor, zu verbrennen. 1404 starb ihr Vater und sie erbte Auvergne und Boulogne.
1416 starb Johann von Berry. Johanna heiratete am 16. November 1416 Georges de La Trémoille, Graf von Guînes († 1446). Auch diese Ehe blieb ohne Nachkommen, so dass ihr Besitz nach ihrem Tod an ihre Cousine Marie de Montgascon und später an deren Nachkommen aus der Familie La Tour ging, die sich dann La Tour d’Auvergne nannte.